# Love d'un voyou
Love d'un voyou è un singolo del rapper francese Fababy, pubblicato il 17 settembre 2015.
Il brano vede la collaborazione del cantante francese Aya Nakamura.

## Classifiche

### Classifiche settimanali
| Classifica (2015) | Posizione massima |
| ----------------- | ----------------- |
| Belgio (Vallonia) | 87                |
| Francia           | 9                 |

### Classifiche di fine anno
| Classifica (2015) | Posizione |
| ----------------- | --------- |
| Francia           | 157       |